# Gmina Magadenovac
Gmina Magadenovac (chorw. Općina Magadenovac) – gmina w Chorwacji, w żupanii osijecko-barańskiej.

## Miejscowości i liczba mieszkańców (2011)
- Beničanci - 520
- Lacići - 513
- Kućanci  - 351
- Magadenovac - 109
- Malinovac - 92
- Šljivoševci - 351